# Frente Democrático por la Liberación de Palestina
El Frente Democrático por la Liberación de Palestina (FDLP; en árabe: الجبهة الديموقراطية لتحرير فلسطين‎, romanizado: al-Ŷabha al-Dīmukrāṭiya li-tahrīr Filasṭīn) es una organización político-militar marxista-leninista-maoísta palestina. Fue creado en 1969 por Nayef Hawatmeh, un disidente del Frente Popular para la Liberación de Palestina. Es miembro de la Organización para la Liberación de Palestina (OLP).

## Inicios
Hawatmeh creía que el Frente Popular para la Liberación de Palestina y su secretario general, el Dr. George Habash, no ponían suficiente énfasis en los fundamentos teóricos y analíticos marxistas. Previamente, en 1968, otra facción fundada por Ahmad Jibril y denominada Frente Popular para la Liberación de Palestina-Comando General había roto con Habash. Este otro grupo sostenía, por el contrario, que el FPLP era demasiado intelectual y que los militantes auténticos debían tomar la iniciativa de combatir contra Israel con acciones y no solo palabras. La salida de Hawatmeh fue la consumación de la ruptura de las alas izquierda y derecha del Frente Popular para la Liberación de Palestina. Hasta 1974, el FDLP se denominó Frente Popular Democrático para la Liberación de Palestina, eliminando ese año el adjetivo "popular" para evitar confusiones.

## Ideología

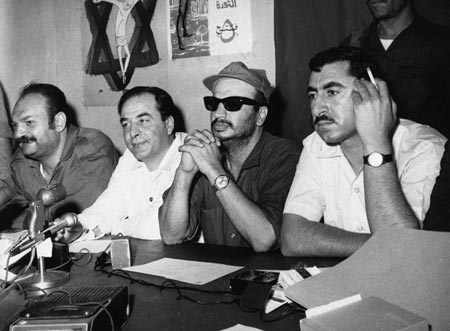
Jordania, 1971. Rueda de prensa palestina previa a la confrontación con el rey Hussein. Hawatmeh está a la derecha, fumando, junto a Yasser Arafat.

Aunque tuvo relaciones excelentes con la Unión Soviética, principal apoyo del FPLP y de otros grupos radicales de todo el mundo, la ideología de Hawatmeh respondía más a las enseñanzas de Mao Zedong: formar un grupo de campesinos organizados que condujeran al pueblo palestino de una sociedad feudal a una comunista. En contraste, George Habash creía que el carácter de la revolución socialista no cambiaría la naturaleza de los palestinos, y que había que ser más sensible a las tradiciones árabes. En los años 1970 y 80, el FDLP recibió armamento y dinero de la URSS y de la República Popular China, a pesar de que ambas potencias eran rivales estratégicas. Hawatmeh mantuvo también excelentes relaciones con la Alemania Oriental y Corea del Norte.

### Posición respecto a los judíos
El FDLP creía que la llegada de judíos a Palestina, el sionismo y el Estado de Israel eran consecuencias del colonialismo occidental. Hawatmeh y Jabash afirmaban que el sionismo es una extensión de la opresión capitalista. Tras el triunfo palestino los judíos se convertirían en ciudadanos palestinos tanto como los árabes. No obstante, el FDLP también ha hecho declaraciones ocasionales afirmando que expulsaría a los judíos en caso de derrotar a Israel o, en otras ocasiones, que expulsarían a los judíos europeos, los ashkenazíes [cita requerida]. Las declaraciones de apoyo a un Estado binacional han sido predominantes, sin embargo, y sus dirigentes siempre han manifestado que su lucha es contra el sionismo y no contra el pueblo judío. Ello no ha impedido que, al igual que otros grupos palestinos, el FDLP haya sido acusado por las organizaciones judías de ser un grupo antisemita [cita requerida].
Según su mensaje oficial, el FPLP querría "crear una Palestina popular y democrática, donde árabes y judíos podrán vivir sin discriminación, un Estado sin clases ni opresión nacional, un estado en el que se deje a judíos y árabes desarrollar su propia cultura nacional".

### Hawatmeh y el Panarabismo
El FPLP era un grupo panarabista que creía tanto en el socialismo marxista como en la unidad árabe. Hawatmeh no se oponía al panarabismo, pero hizo menor énfasis en él debido a que carecía de una amplia red de contactos entre los radicales de otros países árabes. Dio mayor importancia al uso de la retórica marxista y las condenas al mundo occidental.

## Estrategia
A diferencia de otros grupos, como el FPLP y FPLP-CG, el FDLP no atentaba contra objetivos israelíes en el exterior, tales como aviones comerciales y embajadas. Hawatmeh creía que los objetivos legítimos estaban dentro de Israel. En 1974 militantes del FDLP cruzaron la frontera entre Líbano e Israel y asaltaron la escuela superior de la localidad septentrional de Ma'alot, asesinando a 26 personas, entre ellas veintiún alumnos de secundaria, en un episodio conocido como la masacre de Ma'alot [cita requerida].
En 1974 Yasser Arafat, Presidente de la Organización para la Liberación Palestina, proclamó el Programa de los Diez Puntos, su propuesta de lucha en fases contra Israel. Hawatmeh, a diferencia de los demás grupos radicales, apoyó la resolucíon que Arafat presentó ante la Asamblea General de la ONU. Durante la Guerra Civil Libanesa, el FDLP intentó no tomar partido entre Fatah y Siria, pero en 1978 se alió con los sirios. En 1983, en un conflicto similar, Hawatmeh quiso negociar una solución entre Arafat y la facción pro-siria Fatah-Intifada del Coronel Sa'id Muragha, pero fracasó, dando comienzo así la Guerra de los Campamentos [cita requerida].

## Década de 1980
Durante la presidencia de Ronald Reagan los países comunistas que apoyaban al FDLP, como China y la URSS, cortaron su asistencia a grupos calificados como terroristas [cita requerida]. Los líderes comunistas, en particular Mijaíl Gorbachov y Deng Xiaoping, decidieron no provocar a los estados europeos y EE. UU. para mantener el comercio con Occidente. El FDLP, más pequeño que Fatah y el FPLP, dependía más de esa ayuda externa y acusó su pérdida [cita requerida].
Durante la primera Intifada, librada en los pueblos y ciudades árabes de Cisjordania y la Franja de Gaza entre pequeños grupos palestinos de resistencia y la policía y ejército israelíes, el FDLP sufrió más deserciones [cita requerida]. Fatah, el FPLP y los grupos islámicos Hamás y la Yihad Islámica tenían gran apoyo dentro de los territorios ocupados, mientras que el FDLP carecía de presencia en ellos [cita requerida]. De esta forma, el apoyo a Hamás y Fatah crecía en tanto que el del FDLP disminuía. En 1991 el FDLP se vio aún más mermado cuando el sector más moderado, dirigido por Yasser Abed Rabbo, se escindió para apoyar la Conferencia de Paz de Madrid. El nuevo grupo, la Asamblea Democrática Palestina (FIDA), nació sin tener un ala militar y fue uno de los primeros grupos palestinos en exhortar a negociar con Israel [cita requerida]. No llegó a obtener apoyos porque en 1993 la OLP y Israel firmaron los Acuerdos de Oslo.

## Desde Oslo
Hawatmeh se opuso a los acuerdos y posteriores negociaciones en Washington, D.C, y por ello no regresó a Palestina cuando se constituyó la Autoridad Nacional Palestina. Hawatmeh solo aceptaba un acuerdo bilateral y definitivo con Israel, y no negociaciones en fases como se venía haciendo desde Oslo. El FDLP tenía apoyos internos en las ciudades de la ANP, pero mucho menores que los de Hamás, Fatah y el FPLP. El mayor apoyo al FDLP todavía está entre la población palestina refugiada en Líbano y Siria.
Hawatmeh y la Alianza de Fuerzas Palestinas, el nuevo nombre del Frente Rechacista, declararon que el proceso de los acuerdos no era democrático y negaba derechos esenciales para los palestinos, como el derecho de los refugiados palestinos al retorno. Sin embargo, en 1999 el FDLP y FPLP acordaron con Arafat y la ANP cooperar en el proceso de negociaciones entre la OLP e Israel.

## Fuerza electoral
El FDLP siempre mantuvo un asiento en el Consejo Ejecutivo de la OLP y en el Consejo Legislativo Palestino (CLP), aunque nunca pudo obtener un porcentaje importante de votos. En las elecciones presidenciales de la ANP de 2005, su candidato, Taysir Khalid, consiguió solo un 3,5% de los votos. En las elecciones para el Consejo Legislativo y tras fracasar una negociación con el FPLP, el FDLP se alió con el Partido Popular Palestino y la FIDA en una coalición denominada Al Badíl («La Alternativa»). La alianza obtuvo 2 asientos de los 122 del Consejo. Al Badíl no formó parte del gobierno de Ismail Haniyeh. El FPLP todavía es más grande que el FDLP, logrando en las últimas elecciones 14.000 votos más que Al Badíl.

## Instituciones
El FDLP mantiene secciones en Jordania, Siria, Líbano, y los territorios palestinos. Naif Hawatmeh, secretario general del grupo, vive en Damasco, la capital siria, y el jefe del grupo en el territorio de la ANP es Qais Abd al-Karim. El periódico del grupo se llama 'Al-Hourria'. La sección jordana del FDLP cambió su nombre por el de Partido Popular Democrático Jordano.